# Henry Mitchell (Politiker)
Henry Mitchell (* 1784 in Woodbury, Connecticut; † 12. Januar 1856 in Norwich, New York) war ein US-amerikanischer Arzt und Politiker. Zwischen 1833 und 1835 vertrat er den Bundesstaat New York im US-Repräsentantenhaus.

## Werdegang
Henry Mitchell wurde ungefähr ein Jahr nach dem Ende des Unabhängigkeitskrieges im Litchfield County geboren. Er studierte Klassische Altertumswissenschaft bei Privatlehrern und graduierte dann 1804 an der Medizinischen Fakultät des Yale College. Nach seiner Zulassung als Arzt begann er in Norwich im Chenango County zu praktizieren. 1827 saß er in der New York State Assembly.
Politisch gehörte er der Jacksonian-Fraktion an. Bei den Kongresswahlen des Jahres 1832 für den 23. Kongress wurde Mitchell im 21. Wahlbezirk von New York in das US-Repräsentantenhaus in Washington, D.C. gewählt, wo er am 4. März 1833 die Nachfolge von John A. Collier antrat. Er schied nach dem 3. März 1835 aus dem Kongress aus.
Nach seiner Kongresszeit nahm er wieder seine Tätigkeit als Arzt auf. Er starb am 12. Januar 1856 in Norwich und wurde auf dem Mount Hope Cemetery beigesetzt.